# Великолукский уезд
Великолу́кский уе́зд (рус. дореф. Великолуцкій уѣздъ) — административная единица Псковской губернии Российской империи. Уездным городом являлись Великие Луки. По площади занимал 4800,4 км² (4216,5 кв. вёрст).

## Население
В конце XVII — начале XVIII века по Великолукскому уезду (по группам). Крестьяне светских феодалов: 3726 дворов, 15858 людей (1678 г.); 47665 людей (1719 г.). Крестьяне духовенства: 124 дворов, 453 людей (1678 г.); 1752 людей (1719 г.). Дворцовые крестьяне: — (1678 г.); — (1719 г.). Итого крестьян: 3850 дворов, 16311 людей (1678 г.); 49417 людей (1719 г.).
Численность сельского уездного населения (человек): 1747 г. (II ревизия) ~ 71322; 1766 г. (III ревизия) ~ 84268; 1831 г. — 73161; 1858 г. — 74248; 1877 г. — 101074; 1897 г. — 123779; 1913 г. ~ 149 тыс.; 1926 г. — 220192.

## История
В древности территория будущего Великолукского уезда входила в состав Новгородской земли. В связи со своим приграничным положением Великие Луки и близлежащие земли часто становились ареной противостояния Великого княжества Московского и Великого княжества Литовского.
Великолукская земля в начале XVI века: «Да в Новогородской ж земле даю ему… город Луки Великие с волостьми, и с погосты, и со всеми пошлинами, да Лутцкие ж волости, Пуповичи, Вяз, Чяспла, Коротаи, Дубно, Комша»; «Сыну жь моему Ивану даю город Луки Великия… А Луцкия волости: Березу, Невль, Усвои, Ловце, Веснеболого, и с ыными волостьми, и с селы, и со всеми пошлинами, как было при мне».

### Состав уезда в начале XVII века
По писцово-переписным книгам 1625—1627 гг. Станы: 1) Михайловский; 2) Дунянский; 3) Надбинский; 4) Локновоцкий; 5) Миритиницкий; 6) Хрянский; 7) Раменский; 8) Горожанский; 9) Горецкий; 10) Бологоцкий; 11) Селецкий; 12) Никольский; 13) Спасский; 14) Словуский; 15) Липицкий. Волости: 16) Плавецкая; 17) Озерецкая; 18) Жижецкая.

### В составе Российской империи
В 1708 году город Великие Луки был причислен к Ингерманландской губернии. В 1777 году сделан уездным городом Псковского наместничества (с 1796 — Псковской губернии). Главным занятием жителей узда являлось хлебопашество.

### Состав уезда
По состоянию на 1914 год в состав Великолукского уезда Псковской губернии входило 17 волостей:
1. Бологовская волость (центр — с. Кобылик),
2. Богородицкая волость (центр — с. Брюхны),
3. Вязовская волость (центр — с. Скоково),
4. Горицкая волость (центр — с. Антипово),
5. Дроздовская волость (центр — с. Федоровское[9]),
6. Дунянская волость (центр — с. Прискуха),
7. Загарская волость (центр — с. Загорье),
8. Липецкая волость (центр — с. Липец),
9. Лосевская волость (центр — с. Лосево[10]),
10. Максимовская волость (центр — с. Мелихово),
11. Медведовская волость (центр — с. Ретично),
12. Миритиницкая волость (центр — с. Миритиница),
13. Михайловская волость (центр — с. Михайловский Погост),
14. Новская волость (центр — с. Лосичино),
15. Овсищская волость (центр — с. Петровское),
16. Серебряницкая волость (центр — с. Кузнец.-Шпак),
17. Спасо-Никольская волость (центр — с. Золотково[11]).

### При советской власти
По состоянию на 1922 год в уезде сохранялось прежнее количество волостей: 1) Бологовская, 2) Богородицкая, 3) Вязовская, 4) Горицкая, 5) Дроздовская, 6) Дунянская, 7) Загарская, 8) Липецкая, 9) Лосевская, 10) Максимовская, 11) Медведовская, 12) Миритиницкая, 13) Михайловская, 14) Новская, 15) Овсищская, 16) Серебряницкая, 17) Спасо-Никольская.
В состав Великолукского уезда Псковской губернии РСФСР периода 1924 — 1927 годов, входили 8 укрупнённых волостей:
- Зиновьевская волость (центр — г. Великие Луки)
- Калининская волость (центр — c. Купуй)
- Куньинская волость (центр — ст. Кунья)
- Локнянская волость(центр — пос. Локня)
- Лосевская волость (центр — ст. Лосево)
- Насвинская волость (центр — пос. Насва)
- Новосокольническая волость (центр — г. Новосокольники)
- Рыковская волость (центр — c. Скоково)

Декретом ВЦИК от 10 апреля 1924 года в уезд переданы Копылковская волость Опочецкого уезда, Рыкшинская, Сокольницкая, Урицкая волости Невельского уезда, Встеселовская, Клинская, Ломовская, Сиверстская волости Торопецкого уезда (включена в передаваемую из Невельского уезда Урицкую волость), Локонская волость Холмского уезда. Рыкшинская волость вошла в состав Копылковской, образованы 9 укрупненных волостей: Зиновьевская, Калининская, Копылковская, Куньинская, Локнянская, Лосевская, Насвинская, Новосокольническая, Рыковская.
Во изменение Декрета ВЦИК от 10 апреля 1924 года Декретом ВЦИК от 6 июня 1925 года Сиверстская волость включена в состав Калининской, Урицкая волость оставлена в составе Невельского уезда, часть селений Маёвской волости Невельского уезда присоединены к Новосокольнической волости Великолукского уезда, Копылковская волость передана в Пустошкинскую волость Себежского уезда (Рыкшинская волость возвращена в Маёвскую волость Невельского уезда).
Постановлением президиума ВЦИК от 1 августа 1927 года территория Великолукского уезда вместе с рядом других уездов вошла в состав Великолукского округа Ленинградской области (к которой тогда относилась упразднённая Псковская губерния). Одновременно город Великие Луки получил статус города окружного подчинения Великолукского округа Ленинградской области.

### Современное положение
На данный момент историческая территория Великолукского уезда частично входит в состав Великолукского района Псковской области, а также Локнянского, Новосокольнического, Куньинского.

## Географическое положение
По состоянию на начало XX века Великолукский уезд располагался в южной части Псковской губернии и граничил с Холмским уездом на севере, Торопецким уездом на востоке, Новоржевским уездом на северо-западе, Опоческим уездом на юго-западе и Витебской губернией на юге.